# Pyrausta benenotata
Pyrausta benenotata là một loài bướm đêm trong họ Crambidae.